# Pedro Miguel de Almeida Portugal e Vasconcelos
Pedro Miguel de Almeida Portugal e Vasconcelos (29 de setembro de 1688 – 09 de novembro de 1756), 3.° Conde de Assumar, 1.º Marquês de Castelo Novo e 1.° Marquês de Alorna, 3.° Governador e Capitão-mor da Capitania de São Paulo e Minas do Ouro em Mariana Minas Gerais, no Brasil, e ainda 44.º Vice-Rei da Índia.

## Biografia
Foi indicado pela Coroa de Portugal como terceiro governador da Capitania de São Paulo e Minas de Ouro (Real Capitania das Minas de Ouro e dos Campos Gerais dos Cataguases), visando manter a ordem entre os mineiros da região e garantir as rendas da Coroa.
Chegou ao Brasil em Julho de 1717, desembarcando no Rio de Janeiro, onde permaneceu por alguns dias, seguindo viagem por mar até Santos e depois por terra até São Paulo, onde tomou posse da Capitania a 4 de Setembro, em cerimônia na Igreja do Carmo. No final desse mês iniciou visita de inspeção às Minas Gerais, residindo na cidade de Mariana.
Uma de suas ações mais conhecidas na história do Brasil foi a repressão praticada contra a Sedição de Vila Rica, popularmente conhecida como Revolta de Felipe dos Santos (1720), onde, após ter simulado concordar com as reivindicações estabelecendo a paz com os revoltosos, ordenou às suas tropas a invasão do arraial, tendo feito deter os cabeças. Felipe dos Santos foi executado sumariamente.
Em 1744 foi nomeado Vice-Rei da Índia, onde derrotou o rajá Bounsoló, com a tomada da Fortaleza de Alorna, pela qual foi lhe dado o título de marquês.
Foi ele que disse a célebre frase "Sepultar os mortos, cuidar dos vivos e fechar os portos", que serviu de mote à reconstrução de Lisboa após o terrível terramoto de 1755, como à pergunta do rei D. José I de Portugal sobre o que fazer perante a catástrofe.
Observação: Herdou o título de Conde de Assumar depois da morte do seu pai, titular da Casa, em 1733.